# ظلمی
ظلمی (به هندی: Zulmi) فیلمی محصول سال ۱۹۹۹ و به کارگردانی کوکو کوهلی است. در این فیلم بازیگرانی همچون آکشی کومار، توینکله خانا، آمریش پوری، دارا سینگ ایفای نقش کرده‌اند.